# Оправдићи
Оправдићи су насељено мјесто у општини Братунац, Република Српска, БиХ. Према прелиминарним подацима пописа становништва 2013. године, у насељу је живјело 249 становника.

## Географија
Обухвата подручје од 1.525 хектара.

## Историја
Муслиманске снаге из Сребренице, предвођене Насером Орићем, су на Божић 7. јануара 1993. године куће у селу запалили, а имовину мештана опљачкали.

## Становништво
Према попису становништва из 1991. године, насеље је имало 441 становника. Сви становници су Срби.
| Демографија | Демографија | Демографија |
| Година      | Становника  | Становника  |
| ----------- | ----------- | ----------- |
| 1961.       | 755         |             |
| 1971.       | 721         |             |
| 1981.       | 606         |             |
| 1991.       | 439         |             |
| 2013.       | 249         |             |